# Inhuma (kommun)
Inhuma är en kommun i Brasilien.   Den ligger i delstaten Piauí, i den östra delen av landet, 1 200 km nordost om huvudstaden Brasília. Antalet invånare är 14 868. Arean är 1 043 kvadratkilometer.
Terrängen i Inhuma är platt åt sydost, men åt nordväst är den kuperad.
Följande samhällen finns i Inhuma:
- Inhuma

Omgivningarna runt Inhuma är huvudsakligen savann. Runt Inhuma är det glesbefolkat, med 14 invånare per kvadratkilometer.